# Kirumba
Kirumba est une commune rurale du territoire de Lubero située sur la route RN2 Goma Butembo dans la province du Nord-Kivu à l'est de la République Démocratique du Congo.

## Géographie
Elle est située sur la route nationale RN2 à 175 km au nord du chef-lieu provincial Goma.

## Histoire
En juin 2013, Kirumba se voit conférer le statut de commune de la ville de Luholu constituée de quatre communes : Kayna, Kirumba, Luofu et Mighobwe. Kirumba n'est pas une ville mais une commune rurale du territoire de Lubero avec un bourgoumestre mandaté par le gouverneur de la province.

## Administration
Localité de 39 537 électeurs enrôlés en 2018, elle a le statut de commune rurale de moins de 80 000 électeurs, elle compte 7 conseillers municipaux en 2019.

## Population

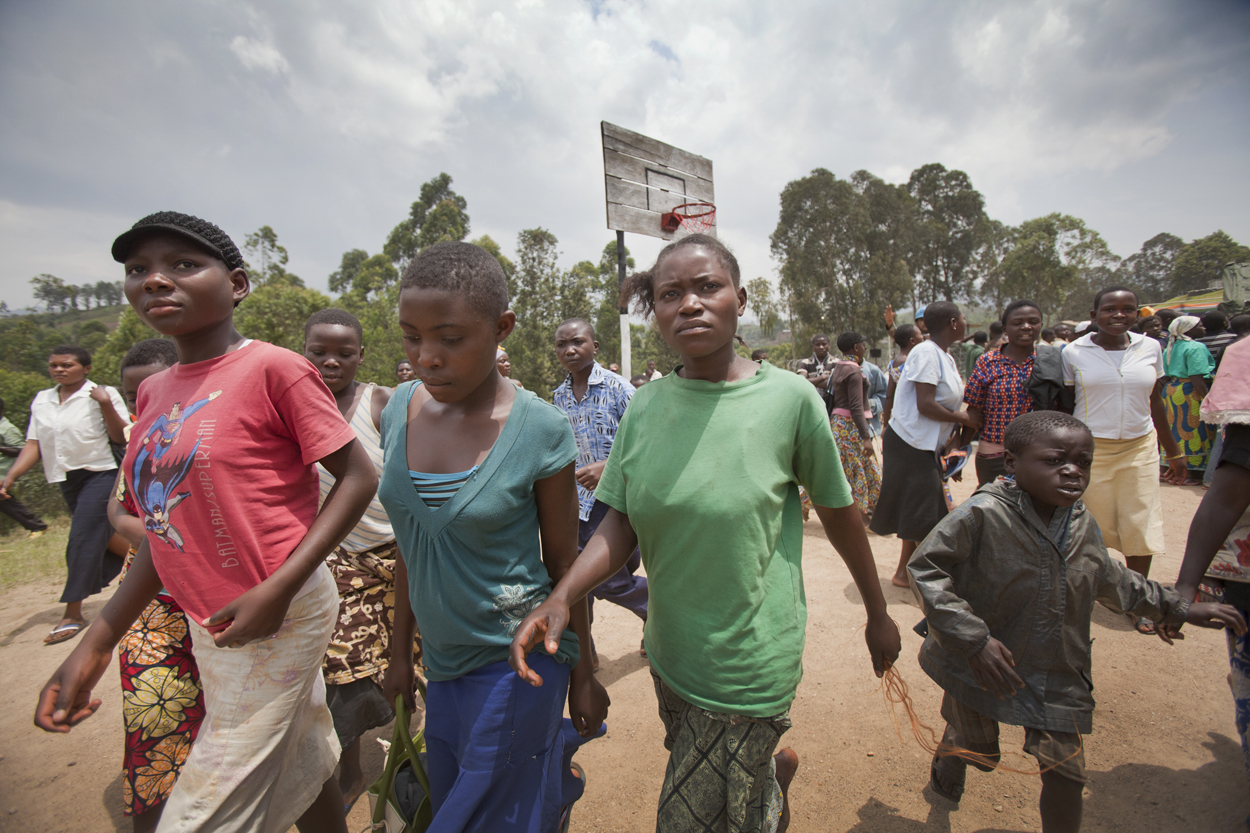
Femmes à Kirumba en 2012.

Le recensement date de 1984,.
| 1984 | 2004   | 2012   |
| ---- | ------ | ------ |
| -    | 30 059 | 36 939 |